# Limba nahuatl

Grupul limbilor Nahuatl ca răspândire geografică în Mexic.

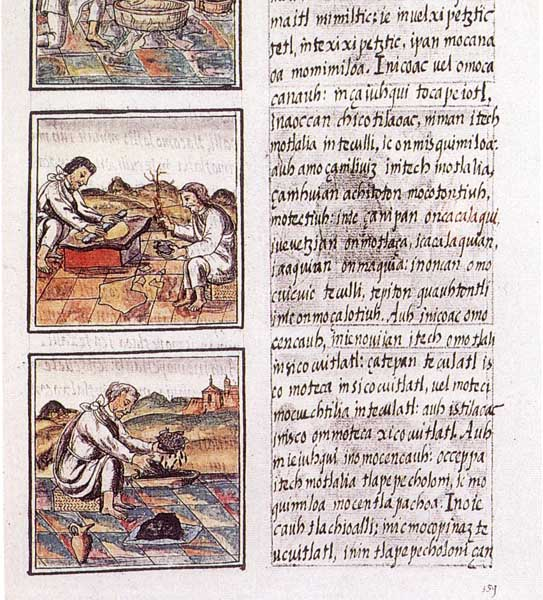
Pagina 51 a cărții a IX-a din Codexul Florentino. Text este scris în limba nahuatl, dar în alfabetul latin.

Limba nahuatl (AFI: 'naː.watɬ) este de fapt un grup de limbi și dialecte relaționate, aparținând ramurii aztece a limbilor uto-aztece, fiind limbă nativă în Mezoamerica și vorbită de aproximativ 1,5 milioane de Nahua, în Mexicul central.

## Scurt istoric
Grupuri de vorbitori ai limbilor Nahua au existat în Mexicul central cel puțin din anii 600 d.Hr., și până în timpul cuceririi Mexicului de către spanioli, când un grup al vorbitorilor de Nahuatl, aztecii, dominau centrul Mexicului. Datorită expansiunii Imperiului Aztec, dialectul vorbit de către aztecii din Tenochtitlan devenise o limbă de prestigiu în Mezoamerica, având statul unei lingua franca. Odată cu sosirea spaniolilor și introducerea alfabetului latin, Nahuatl a devenit și limbă literară, utilizată în numeroase cronici, gramatici, poezii, documente și coduri administrative, scrise în secolele XVI și XVII. Această limbă literară timpurie, bazată pe dialectul nahuatl tenochtitlan, a fost denumită "nahuatl clasic", fiind printre limbile native cele mai bine documentate și studiate din cele două Americi.

## Nahuatl azi
Astăzi, dialecte nahuatl sunt vorbite de aproximativ 1,5 milioane de oameni, în zone rurale și urbane dispersate, iar unele dintre dialecte sunt mutual inteligibile. Toate dialectele prezintă influențe din limba spaniolă, mai mult sau mai puțin accentuate. Nici un dialect modern nu este identic cu nahuatl clasic, dar cele vorbite în jurul Văii Mexicului sunt în general mai apropiate decât cele periferice. Beneficiind de "Legea Drepturilor Lingvistice" din Mexic, Nahuatl este recunoscută ca limbă națională, având aceeași validitate ca și spaniola, precum și celelalte limbi indigene ale Mexicului.
Nahuatl este o limbă cu morfologie complexă, caracterizată de polisinteză și aglutinare, permițând crearea de cuvinte lungi, cu sens complex, prin adăugarea de rădăcini și afixe. De-a lungul secolelor de coexistență cu celelalte limbi mezoamericane, nahuatl a fost influențată de acestea, devenind parte a Ariei Lingvistice Mezoamericane.
Grupurile silabice și fonemice atl, etl, itl, otl și utl sunt tipice limbii Nahuatl. Dincolo de numele a doi vulcani celebri Popocatepetl și Iztaccihuatl (sau, adesea, Ixtaccihuatl), multe cuvinte din Nahuatl au fost împrumutate în spaniolă, și de acolo au migrat în multe alte limbi. Sunt în special cuvinte exprimând concepte caracteristice indigenilor din centrul Mexicului, cu care spaniolii au intrat în contact pentru prima dată. Neologismele românești de origine nahuatl includ tomată - tōmatl, avocado - ahuacatl, chili - chīlli, ciocolată - xocolatl, coiot - coyōtl.